# Mabel Bocchi
Liliana Mabèl Gracielita Bocchi (Parma, 26 maggio 1953) è un'ex cestista e giornalista italiana.
In campo giocava come centro.
Si laureò campione d'Europa di club con la GEAS di Sesto San Giovanni, così contribuendo alla conquista del primo titolo continentale femminile da parte di una squadra italiana di qualsiasi disciplina sportiva.
Con la squadra nazionale disputò tre edizioni del campionato europeo, conquistando il terzo posto nell'edizione italiana del 1974, e una del campionato mondiale, nel 1975 in Colombia, concluso al quarto posto assoluto e con il personale di miglior realizzatrice.
Fu tra le prime cestiste e, più in generale, sportive, italiane a porre la questione della disparità di trattamento economico e sanitario tra i giocatori professionisti uomini e le donne.
Dopo la carriera agonistica è passata all'attività giornalistica e, per un breve tempo, anche a quella politica.

## Biografia
È nata a Parma da padre italiano e madre argentina, alla quale deve sia il nome di Mabèl che quello di Gracielita, quest'ultimo in omaggio a una sua sorella maggiore morta un anno e mezzo prima della sua nascita.
Trascorse l'adolescenza in Irpinia, dove la famiglia si era trasferita per lavoro, ed esordì a 15 anni in serie B nella Pallacanestro Avellino, formazione che contribuì a condurre in serie A alla sua prima stagione, al termine della quale fu acquistata dalla GEAS di Sesto San Giovanni, formazione con la quale si laureò campione nella stagione di debutto.
Con la squadra sestese Bocchi vinse 8 scudetti in 9 stagioni, gli ultimi 5 dei quali consecutivi.
A impreziosire la sua esperienza nel club figura, proprio nel suo ultimo anno alla GEAS, il contributo da capitana alla conquista della Coppa dei Campioni 1978, ottenuta a Nizza battendo le cecoslovacche dello Sparta Praga in finale.
Fu la prima volta in cui un consorzio sportivo femminile italiano di qualsiasi disciplina conquistava un titolo ufficiale continentale e, limitatamente alla pallacanestro, in cui un club femminile non proveniente dai Paesi dell'Est si laureava campione d'Europa; la vittoria fu anche l'occasione per Bocchi, spalleggiata da altre colleghe di rilievo internazionale nonché compagne di club come Lella Battistella e Rosetta Bozzolo, di portare avanti rivendicazioni economiche riguardanti, tra l'altro, riduzione del gap salariale e delle restrizioni all'accesso alle terapie mediche al pari dei loro colleghi maschi. 
Nel 1978 iniziò un'attività parallela di giornalista sportiva in televisione, declinando anche un'offerta da parte della rivista Playboy di posare nuda per un servizio fotografico.
In ambito internazionale, con l'Italia raggiunse il terzo posto al campionato europeo 1974 tenutosi a Cagliari.
Un anno più tardi fece parte della squadra che si aggiudicò il quarto posto al campionato mondiale in Colombia, imponendosi anche, a livello personale, come miglior marcatrice del torneo con 146 punti.

Negli anni 80 ha partecipato a diverse edizioni della Domenica Sportiva ed è apparsa nella commedia Lui è peggio di me con Renato Pozzetto e Adriano Celentano. In seguito è diventata collaboratrice per La Gazzetta dello Sport.
Ha un fratello, Norberto, campione di bridge, e una sorella, Ambra, anche lei ex giocatrice di serie A, oggi allenatrice a Scalea.

## Palmarès
- Campionato italiano: 8
GEAS Sesto: 1969-70, 1970-71, 1971-72, 1973-74, 1974-75, 1975-76, 1976-77, 1977-78
- Coppa Italia: 1
GEAS Sesto: 1972-73
- Coppa dei Campioni: 1
GEAS Sesto: 1977-78